# شیخ (رمان)
شیخ رمانی از ادیت ماد هال که در سال ۱۹۱۹ نوشته شده‌است. این رمان به عنوان یکی از رمان‌های انگلیسیِ اوایل قرن بیستم در نظر گرفته می‌شود. این رمان اولین کتاب از سری رمان‌های او با مکان کویر (desert setting) است که نقشی عمده در احیای ژانر «عاشقانه کویر» (desert romance) در ادبیات رمان عاشقانه شد. این رمان تبدیل به پرفروش‌ترین و محبوب‌ترین کتاب ادیت ماد هال شد و از آن فیلمی به همین نام شیخ (فیلم) با بازی رودلف والنتینو در نقش شیخ اقتباس شد.

## خلاصه داستان
رمان در هتلی در شهر بسکره، الجزایر شروع می‌شود. مراسم رقصی که به میزبانی زنی جوان به نام دیانا مایو و برادرش سرِ اوبری مایو است،برگزار می‌شود . اتفاقات داستان از آنجا شروع می‌شود که دیانا در پی برنامه‌ریزی برای سفری یک‌ماهه به صحرا است، در این سفر دیانا هیچ‌کس به غیر از یک راهنمای عرب را با خود به سفر نمی‌برد. کسی باور ندارد که ایده سفر به صحرا ایده‌ای عقلانی است و لیدی کنوی (فردی واقعی که به عنوان شخصیتی جزئی در کتاب حضور پیدا می‌کند) برنامهٔ ماجراجویانه دیانا را به تربیت « افتضاح‌ آمیز » او مرتبط می‌سازد. مادر دیانا به هنگام زایمان او می میرد و پدرش به دلیل غم و اندوه خودکشی می‌کند و در نتیجه دیانا با حضور برادرش به عنوان سرپرستش با تربیتی که شایسته پسران است، بزرگ می‌شود و این موجب آزادی می‌شود که در آن زمان فقط محدود پسران بود.
دیانا رهسپار سفرش می‌شود، شخصیت مستقل او با گذشت اتفاقات در داستان به وجود می‌آید مانند زمانی که به او پیشنهاد ازدواج می‌شود و با دلایلی مانند اینکه او نمی‌داند که عشق چه است و نمی‌خواهد بداند چه است، از پذیرفتن پیشنهاد ازدواج سر بازمی زند. هنگامی که او شروع به سفر در صحرا می‌کند، طولی نمی‌کشد که توسط شیخ احمد بن حسن ربوده می‌شود. در این هنگام مشخص می‌شود که شیخ به راهنمای عرب دیانا رشوه داده است.
احمد دیانا را به چادر خود می‌برد و به او تجاوز جنسی می‌کند، رویدادی که خارج از صحنه داستان در فصل دوم و سوم اتفاق می‌افتد. دیانا چند ماه را به عنوان اسیر احمد در حالی که مرتباً به او تجاوز می‌شود و نفرت از او و تنفر از خویشتن را در خود می‌پروراند، می‌گذراند. در نهایت به او آزادی بیشتری داده می‌شود و می‌تواند به همراه گاستون، خدمتکار شخصی احمد به اسب سواری بپردازد. روزی او موفق به فرار از گاستون در یکی از این همین اسب سواریها می‌شود و به سرعت از او دور می‌شود. دیانا به سرعت دوباره توسط احمد اسیر می‌شود، اما در هنگام بازگشت به اردوگاه، ناگهان او به این نتیجه می‌رسد که او عاشق احمد است.

## سوابق و سبک ادبی
رمان شیخ به سنت رمانس شرق‌شناسی نویسندگان بریتانیا تعلق دارد که شامل شعر The Giaour در سال ۱۸۱۳ توسط لرد بایرون و نسخهٔ هزار و یک شب در سال ۱۸۳۵ تحت عنوان کتاب هزار و یک شب ریچارد فرانسیس برتون می‌شود. همچنین به رسم عمده رمان‌های عاشقانه پایبند است: رستگاری مرد «گمشده» با قدرت عشق یک زن. عاشقانه کویر ژانری است که با نویسندگانی مانند رابرت سمیت هیچین و کاتلین رودز به پیش می‌رود، اما رمان شیخ احیایی مهم و تأثیر پذیر در این گونه فرم ایجاد کرد.